# Mus oubanguii
Mus oubanguii är en däggdjursart som beskrevs av Francis Petter och Genest 1970. Mus oubanguii ingår i släktet Mus och familjen råttdjur. IUCN kategoriserar arten globalt som otillräckligt studerad. Inga underarter finns listade i Catalogue of Life.
Mus oubanguii 5,0 till 6,9 cm lång (huvud och bål) och har en 2,6 till 4,1 cm lång svans. Bakfötterna är cirka 1,4 cm långa och öronen är 0,9 till 1,3 cm stora. Viktuppgifter saknas. Ovansidan är täckt av rödbrun päls och pälsen på hakan samt undersidan är vit. Huvudet kännetecknas av svarta öron som är inte helt runda utan lite spetsig på toppen samt av en vit fläck bakom varje öra. Antalet spenar hos honor är fem par. Mus oubanguii har en diploid kromosomuppsättning med 28 kromosomer (2n=28).
Arten förekommer i södra delen av Centralafrikanska republiken. Den lever i låglandet som är täckt av savanner och av fuktiga skogar.
I maj och juni registrerades honor med 4 eller 5 ungar. Exemplar i fångenskap matades framgångsrik med frön och insekter. Individerna är nattaktiva och de går främst på marken.